# رود بروير
رود بروير (بالإنجليزية: Rod Brewer)‏ هو لاعب كرة قاعدة أمريكي، ولد في 24 فبراير 1966 في يوستيس في الولايات المتحدة.

## وصلات خارجية
- رود بروير على موقع الدوري الياباني لكرة القاعدة (الإنجليزية)
- رود بروير على موقعبيزبول رفرنس.كوم (الدوري الرئيسي) (الإنجليزية)
- رود بروير على موقع إي إس بي إن.كوم (أم.أل.بي) (الإنجليزية)
- رود بروير على موقع مشجعي الرسوم البيانية (الإنجليزية)